# Jüdische Gemeinde Warburg

Schutzbrief der Stadt Warburg für Simon von Cassel von 1559 (StA Warburg)

Die Jüdische Gemeinde Warburg bestand vom 15. Jahrhundert bis 1943 in Warburg und gehörte zu den bedeutendsten jüdischen Gemeinden in Westfalen. 1686 bis 1806 waren ihre Rabbiner gleichzeitig Oberlandesrabbiner.

## Geschichte

### Die Anfänge

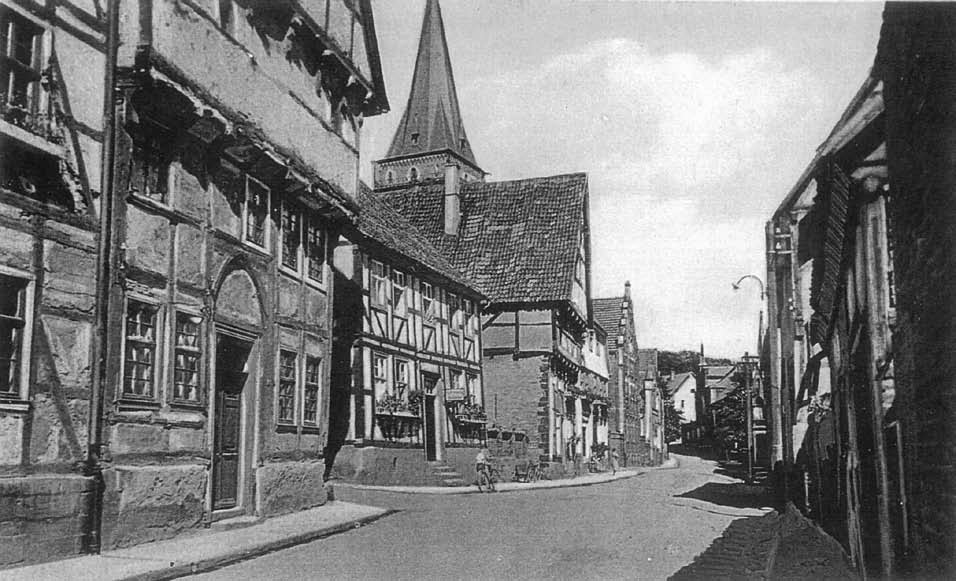
Die frühere Obere Straße auf einer Postkarte (ca. 1905), vorn das 1722–1943 von jüdischen Familien bewohnte Goldschmidt-Haus (Nr. 28), dahinter das nicht mehr bestehende Rabbinerhaus (Nr. 26), hinter dem sich die noch erhaltene Synagoge befand.

Bereits in Mittelalter und früher Neuzeit gab es jüdische Einwohner in Warburg. So wird 1426 ein „Johann de Jude“ in einer Urkunde des Dominikanerklosters als Zeuge genannt. Am 3. Januar 1559 stellten Bürgermeister und Rat der Städte Warburg den Juden Simon von Cassel und Moses zu Calenberge einen Schutzbrief aus, nachdem sie „mit Weib und Kinde und Hausgesinde“ gegen Zahlung von 25 Talern „Beiwohnergeld“ pro Jahr innerhalb der Stadt wohnen dürfen. 1565 wurde dem Juden Heinemann erlaubt, in Warburg Handel zu treiben und 1587 erhielt der Jude Sötekind die Erlaubnis, sich zusammen mit seinem Sohn in Warburg niederzulassen. Aufgrund ihres Sonderstatus mussten die Juden zudem extra Straßenbenutzungsgebühren und das Doppelte an Eichgebühren zahlen wie die Warburger Bürger, waren dafür aber vom Wehrdienst befreit. Es waren offensichtlich vor allem wirtschaftliche Interessen der Stadt, solche Schutzbriefe auszustellen. Unterstützt wurde diese Politik durch die Landesherren, die Fürstbischöfe von Paderborn, denen an einer Stärkung der Wirtschaftskraft ihrer Stadt gelegen war. Die vollen Bürgerrechte, insbesondere der Erwerb von Grundeigentum oder die Ausübung zünftiger Handwerksberufe wurden den Juden jedoch verwehrt, wodurch sie insbesondere in Handelsberufe gedrängt wurden. 1603 pachteten jüdische Kaufleute das Recht auf Salzhandel. Weitere Geschäftsfelder waren der Handel mit Hopfen- und Rübsamen, Wein, Tabak und Textilien.
Eine bekannte deutsch-jüdische Familie war die Familie Warburg, aus der u. a. das bis heute fortbestehende Bankhaus M.M.Warburg & CO hervorging.

### Die Entwicklung der Gemeinde unter fürstbischöflicher Herrschaft
Seit 1619 ist ein Rabbiner in Warburg belegt. Die Notzeiten im und nach dem Dreißigjährigen Krieg führten zu einer relativen Stärkung der jüdischen Gemeinde. Während die Warburger Bevölkerung insgesamt von ca. 4000 auf ca. 2500 abnahm und die Stadt immer mehr Selbstverwaltungsrechte an den Landesherrn abgeben musste, wuchs die jüdische Gemeinde zur größten innerhalb des Hochstifts Paderborn. Zu den Tätigkeitsbereichen kam nun der Handel mit Getreide, Vieh und anderen Landwaren aus der fruchtbaren Warburger Börde sowie das Kreditgeschäft hinzu. Die Größe und Wirtschaftskraft der Gemeinde verdeutlichen die Zahlen. So mussten 1651 die Warburger Juden 41 Reichstaler und 24 Groschen nach Paderborn entrichten, während die Paderborner Juden nur insgesamt 24 Taler aufbrachten. Für die Jahre 1675–1678 hatten 12 Juden in Paderborn 1532 Taler, 29 Juden in Warburg dagegen 13.242 Taler zu entrichten. Der Einzug der Abgaben erfolgte seit 1660 durch einen Vorsteher, den die Juden des Hochstiftes seit 1660 zu bestimmen hatten. 1675 reklamierte der Fürstbischof Ferdinand von Fürstenberg das alleinige Recht zu Verleihung des Geleitschutzes an Juden und die Belegung mit Steuern und Abgaben für das Hochstift. In Krisenzeiten wurden die Abgaben erhöht und weitere eingeführt. Während des Siebenjährigen Krieges erfolgte zum Beispiel eine Erhöhung des Kopfschatzes um ein Drittel. Auch musste die Hälfte der Strafgelder der jüdischen Gerichte an den Landesherrn abgeführt werden.
Im Übrigen genossen die Juden in Warburg größere Freiheiten als in anderen Städten. Ihre Wohnstätten waren überall in der Stadt verteilt, sie konnten ihre rechtlichen Angelegenheiten selbst regeln und wurden nicht zum Anhören von Missionspredigten gezwungen. Es entwickelte sich eine jüdische Kultusgemeinde mit großer Ausstrahlung weit über die Stadt hinaus. 1644 wurde ein Rabbiner erwähnt, 1649 sogar zwei. Spätestens seit 1686 war Warburg Sitz des Oberlandesrabbinates von Westfalen. Unter Samuel ben Gerson Steg wurde in Warburg die einzige Jeschiwa in Westfalen gegründet. Steinhardt holte zur Besetzung der Beverunger Rabbineradjunkt-Stelle Abraham Sutro, den späteren Landesrabbiner der Provinz Westfalen, und für die Bielefelder Stelle Moses Friedheim, beide stammen aus seinem Heimatort Bruck bei Erlangen. Das Warburger Landesrabbinat genoss eine landesübergreifende Autorität. So war der Warburger Landesrabbiner auch für die Grafschaft Rietberg und das Stift Corvey verantwortlich. Als die Grafschaft Lippe und das Herzogtum eigene Rabbiner bekamen, behielten sie den Titel Vizerabbiner, denn sie bildeten mit dem Warburger Vorgesetzten quasi ein fiktives Rabbinerkollegium.
1687 folgte die Pachtung einer eigenen Begräbnisstätte im Mollhauser Graben vor der nordwestlichen Stadtmauer der Warburger Neustadt.
1786 wurden die meisten jüdischen Haushalte in den Akten gezählt, nämlich 53 Haushalte mit durchschnittlich wohl vier Personen. In dieser Zeit erfolgte auch die Einrichtung einer im Februar 2011 entdeckten Mikwe im nacheinander von den jüdischen Familien Seligmann Calmen, Schaft Ostheim und Jakob Flechtheim bewohnten sogenannten Glockengießerhaus in der Altstadt, Bernhardistraße 23.

### Unter preußischer Verwaltung

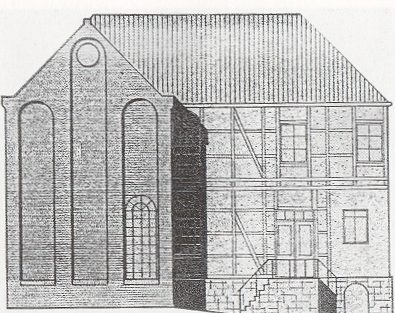
Die Westfassade der Synagoge nach dem Umbau 1855

Verhaftung des Lehrers und Vorsängers Julius Cohn 1933 in der Straße „Zwischen den Städten“

Bei der Übernahme des Hochstiftes Paderborn durch das Königreich Preußen wurden 1805 in der Kernstadt Warburg 43 jüdische Familien mit insgesamt 197 Personen erfasst. Bei 2011 Einwohnern insgesamt stellten sie somit einen Bevölkerungsanteil von 9,8 %. Die Summe der gezahlten Schutzgeldsteuer betrug 1037 Reichsthaler und 19 Silbergroschen. Rabbiner wurde Mandel Steinhardt, der nun versuchte, das bisher individuell gehandhabte Schulwesen zu regeln. Er war der letzte Warburger Oberlandesrabbiner und wurde bereits 1806 durch Mordechai Steeg abgelöst.
1808 mussten im Rahmen der napoleonischen Reformen alle Juden einen Familiennamen annehmen. 1812 erließ Friedrich Wilhelm III. schließlich das „Edikt betreffend die bürgerlichen Verhältnisse der Juden“ (Preußisches Judenedikt von 1812), durch das auch den Warburger Juden die volle Gleichberechtigung als preußische Staatsbürger zuerkannt wurde. An dem folgenden wirtschaftlichen Aufschwung nahmen auch die Juden maßgeblich teil.
Nach dem endgültigen Übergang des Hochstifts Paderborn in die neue preußische Provinz Westfalen nach dem Wiener Kongress ging das Landesrabbinat auf Abraham Sutro in Münster über. Das Warburger Rabbinat blieb jedoch Mittelpunkt der Gemeinden des neugebildeten Landkreises Warburg, der 1821 mit 1125 Personen die weitaus meisten Juden eines Kreises der Provinz Westfalen aufwies.
In den folgenden Jahren wurde hinter dem Rabbinerhaus in der Oberen Straße (heute Joseph-Kohlschein-Straße 26) in der Altstadt eine Synagoge aus Fachwerk gebaut, die im Inneren eine Empore und eine Kuppel hatte und von der Gasse An der unteren Burg aus zugänglich war.
1829–1832 folgte die Anlage des noch bestehenden Judenfriedhofes am Burgberg, direkt angrenzend an den gleichzeitig innerhalb der Burgbergmauern angelegten städtischen Friedhof.

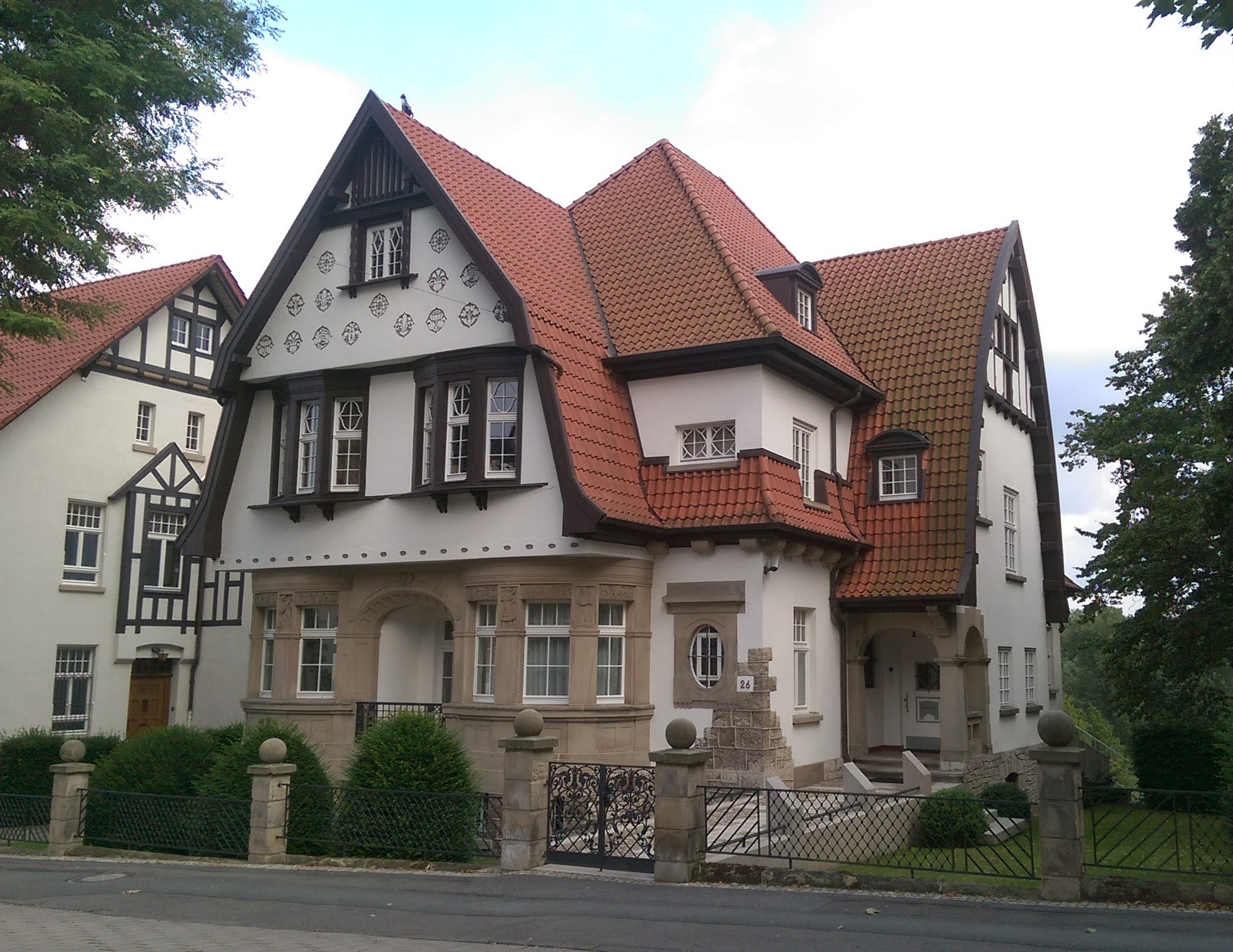
Die Villa Hugo Berg, Kasseler Straße 26

1847 wurde das preußische Judengesetz erlassen. In dessen Folge wurde 1855 der Synagogenbezirk Warburg gegründet, der weit über das eigentliche Stadtgebiet hinausreichte. Ihm gehörten neben der Synagogengemeinde Warburg mit den Juden aus Warburg, Dössel, Germete, Hohenwepel, Welda und Wormeln auch die Filialgemeinden Herlinghausen, Rösebeck, Ossendorf und Rimbeck an. Der sich aus dem Gesetz ergebenden Verpflichtung, Religionsunterricht zu erteilen, kam 1861 der Lehrer und Kantor Juda Oppenheim durch Einrichtung einer öffentlichen einklassigen jüdischen Schule nach. Sie befand sich direkt an der Synagoge. Oppenheim galt als eine geistliche Integrationsfigur, der zwar die orthodoxe Ausrichtung der Gemeinde beibehielt, aber durch sein Wirken auch reformerische Tendenzen zuließ. 1909 wurde ein eigenes Schulgebäude mit Lehrerwohnung in der Menner Straße gebaut.
Viele führende Geschäfte in Warburg waren jüdische Familienunternehmen, aber auch bei den freien Berufen und im Handwerk waren jüdische Familien erfolgreich und sozial integriert.
1890 gab es 299 jüdische Einwohner in der Kernstadt, bei 5043 Einwohnern ergab das einen Anteil von immer noch 5,8 %. Allerdings war bereits eine Abwanderung in größere Städte wie Berlin und ins Ausland zu beobachten, wobei die kleinen Landgemeinden des Umlandes noch mehr Mitglieder verloren. Daher organisierte sich die Warburger Synagogengemeinde gegen Ende des Jahrhunderts neu. Ihr wurden die Orte Welda, Wormeln, Germete, Dössel und Hohenwepel zugeschlagen. Als Filiale mit eigener Synagoge, jedoch ohne Rabbiner, wurden Herlinghausen (mit Dalheim und Calenberg), Rösebeck (mit Daseburg), Ossendorf (mit Nörde und Menne) sowie Rimbeck (mit Scherfede) von Warburg aus betreut. 1912 kam Julius Cohn als Lehrer und Vorsänger nach Warburg und setzte sich auch in öffentlichen Versammlungen engagiert für die Interessen der Gemeinde ein. Er war Mitglied des Central-Vereins deutscher Staatsbürger jüdischen Glaubens und wurde in die Warburger Stadtverordnetenversammlung gewählt.
Die Besonderheiten der jüdischen Religion wurden seitens der Behörden respektiert. So wurde z. B. im 1920 erstmals für 1921 erschienenen Warburger Kreiskalender auf die jüdischen Feste hingewiesen, damit sie im wirtschaftlichen, sozialen und kulturellen Leben berücksichtigt werden konnten.

### Die Vernichtung der Gemeinde im Nationalsozialismus
Vor der „Machtergreifung“ der Nationalsozialisten gab es noch 160 Juden in der Kernstadt Warburg, bei 6814 Einwohnern insgesamt. Am 30. April 1933 erfolgten als erste Einschüchterungsmaßnahmen der SA Schmierereien an jüdischen Geschäften, Boykottaufrufe und Schikanierungen der Gemeindemitglieder, die zu Umsatzrückgängen und Ausreiseanträgen führten. Die jüdische Schule wurde im gleichen Jahr geschlossen. Julius Cohn wurde mehrfach verhaftet und schließlich 1934 in das KZ Esterwegen bei Papenburg eingeliefert. Er starb 1941 in Łódź.
Es folgten erste Geschäfts- und Hausverkäufe. Fünf Juden absolvierten eine Ausbildung zur Vorbereitung einer Einwanderung nach Palästina (Hachschara), andere emigrierten in andere europäische Länder, die Vereinigten Staaten und nach Südamerika. Beim Novemberpogrom 1938 stürmten die Warburger SA- und SS-Mitglieder, unterstützt von Kräften der SS-Division Germania Arolsen die Synagoge, zerstörten das Innere, transportierten die Sakralgegenstände auf den Altstädter Marktplatz und steckten sie an. Auch die meisten jüdischen Geschäfte wurden zerstört und viele Wohnungen beschädigt. Ein Teil der männlichen Juden wurde in die Konzentrationslager Buchenwald und Dachau eingeliefert und erst nach einigen Wochen wieder freigelassen. 1939 wohnten nur noch 96 Juden in der Kernstadt.
Am 10. Dezember 1941 erfolgte die erste Massendeportation aus Warburg, bei der über 50 aus der Stadt und dem Amt Warburg-Land über Bielefeld in das Ghetto Riga „umgesiedelt“ wurden. Erst 6 Tage später kamen sie dort an, 36 von ihnen starben dort.
Die nächsten Transporte direkt aus Warburg erfolgten am 28. März, 28. Juli und 27. August 1942. Sie gingen über Bielefeld nach Minsk, Theresienstadt und Auschwitz und führten überwiegend in den Tod.

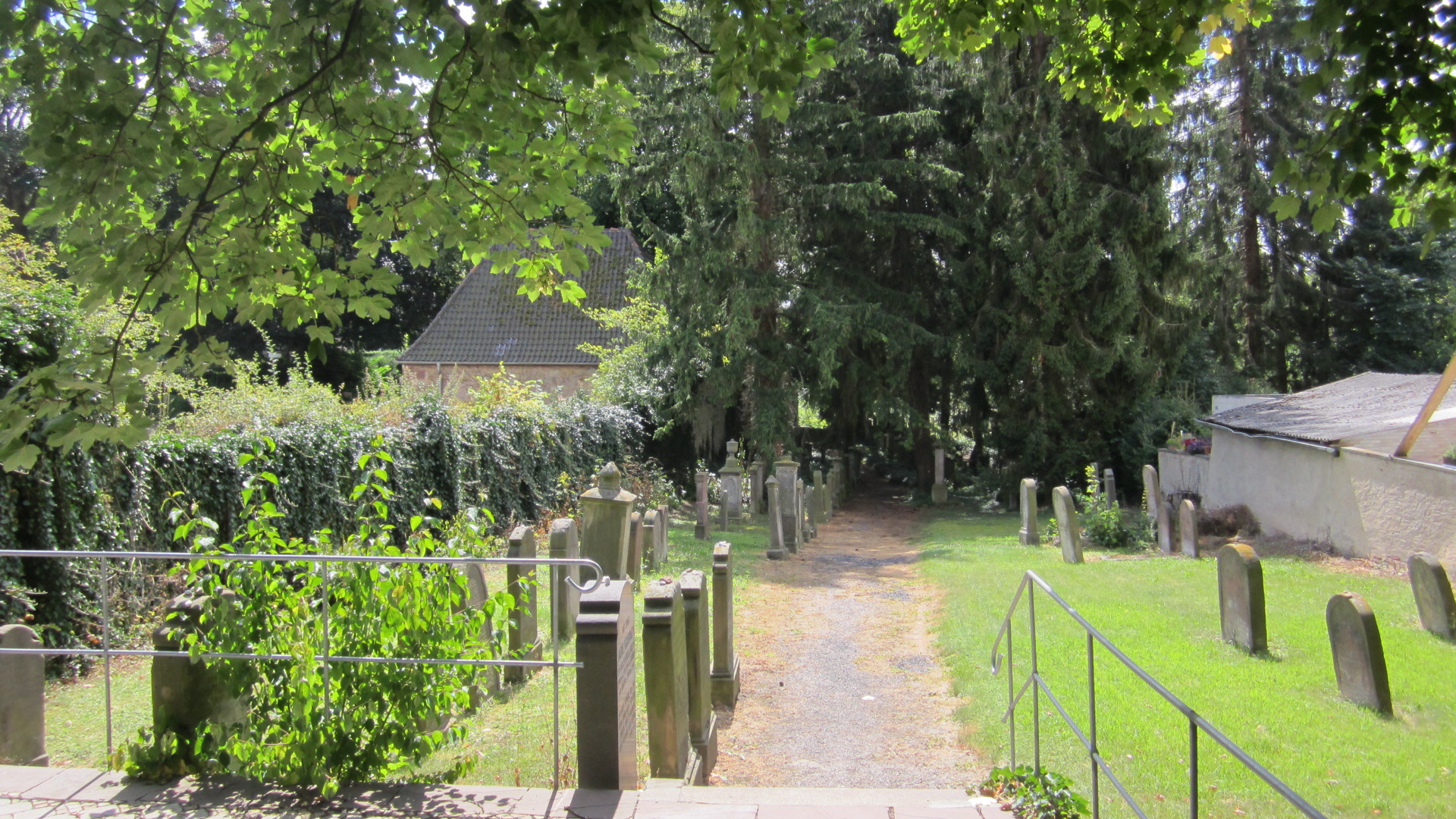
Der jüdische Friedhof in Warburg

Weitere Orte, in denen Gemeindemitglieder aus Warburg inhaftiert und ermordet wurden, waren Buchenwald, Bergen-Belsen, Łódź, Warschau, Gurs und Sobibor.
Lediglich fünf Warburger und sieben Rimbecker Juden überlebten und kehrten 1945 zunächst zurück. Drei blieben in Warburg und bauten sich eine neue Existenz auf, die anderen emigrierten in die Vereinigten Staaten und nach Palästina.
Die Synagoge wurde 1945 renoviert und kurzzeitig für Gottesdienste genutzt. Mangels Gemeindemitgliedern wurde sie jedoch später verkauft und zunächst zu einer Süßmosterei, später zu einem Wohnhaus umgebaut.
Auf dem jüdischen Friedhof blieben trotz der Demolierungen während der NS-Zeit noch 265 Grabsteine erhalten. Aus zerstörten Grabsteinen wurde 1945 auf Veranlassung der Militärregierung ein Mahnmal zur Erinnerung an die ermordeten Juden errichtet.

## Rabbiner
- Gemeinde- und Oberlandesrabbiner
  - 1686–???? Mathias Hirsch
  - 1733–1739 Aron Leiffmann
  - 1755–1779 Ruben Oppenheimer
  - 1779–1805 Samuel ben Gerson Steeg
  - 1805–1806 Mandel Steinhard
- Lehrer und Vorsänger
  - 1806–???? Mordechai Steeg
  - 1848–1891 Juda Oppenheim
  - 1912–1934 Julius Cohn[5]

## Bekannte Gemeindemitglieder
- Juspa Joseph Warburg (1627–1678), 1668 nach Hamburg-Altona ausgewandert, Stammvater der Bankiersfamilie Warburg
- Moritz Nussbaum (1850–1924), Altphilologe in Zabern, Mülhausen und Straßburg, Großvater Peter Scholl-Latours[6]
- Sally Berg (1857–1924), Textilunternehmer, Modeschöpfer und Kaufhausdirektor in Brüssel, Amsterdam, Wien und Paris
- Hermann Oppenheim (1857–1919), Sohn Juda Oppenheims, Neurologe und Hochschullehrer in Berlin
- Hermann Nassau (1859–1933), Vater von Erich Nassau
- Rosa Wittgenstein, verh. Cohen (1867–1949) Mitbegründerin der Maison de Bonneterie Amsterdam mit Filialen in Den Haag, Rotterdam, Laren und Hemstede
- Joseph Lehmann (1872–1933), Historiker und Rabbiner in Berlin
- Emil Herz (1877–1971), Verleger beim Ullstein Verlag, Schriftsteller in Berlin und Rochester (New York)
- Walther Flechtheim (1881–1949) alias Walther Monroe, Varietékünstler, seine Familie hatte eine Privatbank in Warburg
- Fritz Block (1889–1955), Architekt in Hamburg, Fotograf in Los Angeles

## Weblink
- Zu einer Klage des Warburger Rabbiners Aron Leiffmann vor dem kaiserlichen Reichshofrat im Jahr 1739: Tobias Schenk: Aus den Akten des kaiserlichen Reichshofrats: Quellen zur jüdischen Geschichte im Hochstift Paderborn, in: Die Warte, Nr. 154, 2012, S. 6-9. (PDF; 6,6 MB)